# Río Tavolevo
El Río Tavolevo, a veces Taboleo es un curso natural de agua que nace en la Cordillera de Nahuelbuta, fluye al sur de la cuenca inferior del río Biobío y desemboca en el Biobío 7 km aguas abajo de la ciudad de Nacimiento. A lo largo de su trayecto recibe los nombres río Culenco y también río Nicodahue.

## Trayecto
El río Taboleo, como lo llama Hans Niemeyer, drena las aguas que bajan en un extenso sector de la falda oriente de la cordillera Nahuelbuta, para vaciarse en la margen izquierda u occidental del río Biobío, a no más de 7 km aguas abajo de la ciudad de Nacimiento. Su curso sigue una dirección general hacia NE y en sus últimos 10 km tiene un lecho de unos 30 m de ancho en arena gruesa, entre campos agrícolas y bosques.: 429 
La Dirección General de aguas llama "Río Nicodahue" al cauce que "drena la vertiente oriental de la cordillera de Nahuelbuta a la altura de la localidad de Nacimiento".: 77  En otras palabras, el río Tavolevo o Taboleo, es un término general para el cauce de los ríos Culenco y Nicodahue.

## Caudal y régimen
Existe una estación fluviométrica en el río Nicodahue, antes de reunirse con el río Culenco o Tavolevo. La subcuenca inferior del Biobío que  comprende desde la junta con el río Vergara hasta su desembocadura en el océano Pacífico, incluyendo el río Nicodahue, tiene un régimen pluvial con grandes crecidas en junio y julio, y bajos caudales en el trimestre enero, febrero, marzo, debido a las bajas precipitaciones estivales y al uso del agua para riego.: 92 

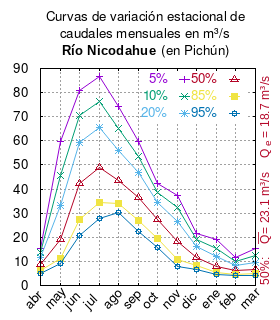
Curvas de variación estacional del río Nicodahue en Pichún.

El caudal del río (en un lugar fijo) varía en el tiempo, por lo que existen varias formas de representarlo. Una de ellas son las curvas de variación estacional que, tras largos periodos de mediciones, predicen estadísticamente el caudal mínimo que lleva el río con una probabilidad dada, llamada probabilidad de excedencia. La curva de color rojo ocre (con {\displaystyle {\color {Red}\vartriangle }}) muestra los caudales mensuales con probabilidad de excedencia de un 50%. Esto quiere decir que ese mes se han medido igual cantidad de caudales mayores que caudales menores a esa cantidad. Eso es la mediana (estadística), que se denota Qe, de la serie de caudales de ese mes. La media (estadística) es el promedio matemático de los caudales de ese mes y se denota {\displaystyle {\overline {Q}}}. 
Una vez calculados para cada mes, ambos valores son calculados para todo el año y pueden ser leídos en la columna vertical al lado derecho del diagrama. El significado de la probabilidad de excedencia del 5% es que, estadísticamente, el caudal es mayor solo una vez cada 20 años, el de 10% una vez cada 10 años, el de 20% una vez cada 5 años, el de 85% quince veces cada 16 años y la de 95% diecisiete veces cada 18 años. Dicho de otra forma, el 5% es el caudal de años extremadamente lluviosos, el 95% es el caudal de años extremadamente secos. De la estación de las crecidas puede deducirse si el caudal depende de las lluvias (mayo-julio) o del derretimiento de las nieves (septiembre-enero).

## Historia
Francisco Solano Asta-Buruaga y Cienfuegos escribió en 1899 en su Diccionario Geográfico de la República de Chile sobre el río:
Tavolevo.-—Río de regular caudal que tiene su primitivo origen en la vertiente del noroeste del monte ó nudo Pichi-Nahuelvuta hacia el SSO. de la ciudad de Nacimiento. De allí corre hacia el NE. por la sección sudeste del departamento de Nacimiento y va á echarse en la izquierda del Bío-Bío á siete kilómetros al NO. de dicha ciudad y al cabo de 50 más ó menos de curso. Sus márgenes son medianamente estrechas, quebradas, laborables y cubiertas de bosque. En su principio toma el nombre de los primeros arroyos que lo forman; luego la denominación común de Nicudahue hasta su unión con el río de Culenco, y desde aquí, hasta juntarse con el Bío-Bío, la más especial de Tavolevo, que propiamente significa confluencia (de thavun, juntarse, y de leuvu, río). Recibe por su ribera oriental las pequeñas corrientes de Coihuenrehue, Maitenrehue, Huillimávida &c., y por su izquierda las de Choroico, Palmilla, &c. y el expresado Culenco. En su parte inferior es navegable por barcos planos, particularmente en invierno, hasta más arriba del pueblo de Palmilla. A su boca existió el fuerte del Espíritu Santo y en sus márgenes superiores se encontraban placeres no insignificantes de arenas de oro.
Para el río Culenco escribe:
Culenco (Río de).—Corriente de agua de moderado caudal que corre por la parte occidental del departamento de Nacimiento. Tiene origen en la vertiente oriental de la cordillera de Nahuelvuta hacia el S. de la villa de Santa Juana, donde reune varios derrames de aquel lado de esa sierra selvosa, y se dirige hacia el SE. á juntarse con el Tavolevo á unos siete kilómetros de la confluencia de éste con el Bío-Bío, después de un curso de más de 35 kilómetros. Entre los valles y cañadas de su parte superior existió en los primeros tiempos alguna población indígena, y se estableció el fuerte de San Jerónimo; y en su parte inferior es de riberas más abiertas y fértiles.